# Parc des collines ocre
 (mars 2019).
- Si vous ne connaissez pas le sujet, laissez ce bandeau (vous pouvez alors contacter les auteurs).
- Si vous supprimez le contenu mis en cause (vous pouvez préalablement contacter les auteurs),

argumentez précisément cette suppression dans la page de discussion
(un manque de référence n'est pas un argument ; une recherche réelle de référence doit avoir été effectuée, être formellement documentée).
Le parc des collines ocre, ou parc Zheshan, Zheshan Park (en caractères chinois, 赭山 公园, en pinyin zhě shān gōng yuán ) est l'une des attractions de la ville de Wuhu.
Le parc tire son nom de la couleur rouge ocre de la terre des deux collines (赭, zhě, signifie "ocre") .
Il est situé en plein centre-ville et il couvre une surface de 63 hectares.

## Attractions
Le parc inclut des manèges, un zoo, des aires de jeux. On y trouve aussi des monuments historiques comme la tour ocre de Zheshan (originellement construite en 1065 et reconstruite en 1996), une statue de Mao, la tombe de Liu Xiping ( 刘希平先生墓, Liú Xīpíng xiānshēng mù).
Le parc est aussi situé à côté du monastère Guangji de Wuhu ( 广济寺, guǎng jì sì ).

## Histoire
Le parc est créé en 1933.
Il a subi des destructions pendant la guerre sino-japonaise et à la fin de la guerre civile chinoise. C'est pourquoi il a dû être complètement réaménagé à partir de 1952. En 1958, les travaux de réhabilitation sont achevés et le zoo ouvre ses portes l'année suivante. 